# Inspection générale des forces auxiliaires
 (novembre 2023).
Si vous disposez d'ouvrages ou d'articles de référence ou si vous connaissez des sites web de qualité traitant du thème abordé ici, merci de compléter l'article en donnant les références utiles à sa vérifiabilité et en les liant à la section « Notes et références ».
L'inspection générale des forces auxiliaires est une institution sécuritaire et militaire au Maroc, sous la tutelle du ministère de l'Intérieur. Elle a un rôle important dans l'établissement de la sécurité publique sur tout le territoire du Royaume,,.
Les forces auxiliaires on deux missions principales. Elles contribuent au maintien de l'ordre public et à la sécurité sur l'ensemble du territoire du Royaume et apportent diverses formes d'aides et d'assistance à la population lorsqu'une épidémie ou une catastrophe naturelle frappe le pays.

## Organisation
Les forces auxiliaires sont constituées de plusieurs unités :
La garde provinciale comprend:
- les  makhzen administratifs (préfectures, annexes administratives);
- les équipes de sécurité publique (maintien de l'ordre public);
- les équipes de cavalerie (zones touristiques, montagneuses, forestières);
- les services sociaux.

Le groupement d'intervention publique comprend:
- le groupe du Makhzen mobile;
- le roupe du Makhzen mobile frontière;
- le groupe du Makhzen mobile monté;
- le groupe de protection d'établissements particulier;
- les unités de méharistes.

Les unités de soutien assurent la logistique, l'ingénierie, la maintenance des véhicules, etc.

## Formation et Grades

### Formation
Le Département des Forces auxiliaires comprend une école de formation des cadres et deux centres de formation du personnel,, :
- École de formation de cadres des Forces auxiliaires (ar)
- Centre de formation du personnel des Forces auxiliaires (ar)

### Grades
- Mokhazeni
- Brigadier
- Brigadier-Chef
- Moussaid (Assistance)
- Moussaid principale
- Inspecteur
- Inspecteur principale
- Inspecteur principale exceptionnel
- Inspecteur Général des Forces auxiliaires

## La Flotte
Le dispositif logistique des Forces Auxiliaire se distingue par une grande diversité et spécialisation des moyens de transport, assurant ainsi une haute préparation opérationnelle et une réactivité rapide face aux différentes missions de sécurité. En milieu urbain, des véhicules tels que le Ford Transit et le Renault Master sont utilisés pour le transport du personnel, ainsi que des véhicules adaptés à la mobilité des unités en ville, comme le Dacia Duster, le Land Rover Defender et le Dacia Lodgy. En milieu rural, on privilégie des véhicules robustes capables d’évoluer sur des terrains accidentés, tels que le Mitsubishi L200 et le Ford Ranger.
Pour faire face aux troubles et aux interventions spéciales, les Forces Auxiliaires disposent de véhicules blindés du type Bearcat Riot Control, un engin sophistiqué affecté au matériel mécanisé . Les unités d'intervention rapide utilisent des véhicules tout-terrain tels que le Mitsubishi Pajero Sport et le Toyota Prado, tandis que les unités stationnées aux frontières s’appuient sur des véhicules Land Rover Snatch, offrant protection et mobilité dans des zones difficiles d’accès.
Afin d’améliorer la mobilité individuelle et l’efficacité opérationnelle, un arsenal de motos et de véhicules légers est à disposition, comprenant notamment le Honda XL 650, le Yamaha Buggy, l’Arora AR 125, le Yamaha Viking VI6, le Yamaha Quad 350 et l’Arctic Cat Quad. Cette diversité permet aux unités d’intervenir avec flexibilité dans des environnements urbains, montagneux ou désertiques.